# Karl Hahn (Beamter, 1883)
Karl Hahn (* 18. April 1883 in Frankenberg/Sa.; † 1967 in Hamburg-Blankenese) war Präsident des Gauarbeitsamtes Westfalen Nord.

## Leben
Nach Ablegung der Reifeprüfung im Jahre 1904 studierte Karl Hahn Rechtswissenschaften, Volkswirtschaft und Geschichte in Leipzig,  leistete anschließend als Einjährig-Freiwilliger seinen Militärdienst beim 4. Königlichen Sächsischen Infanterie-Regiment Nr. 103 in Bautzen und trat in den aktiven Militärdienst ein. Am 21. März 1906 wurde er dabei zum Leutnant befördert. Er absolvierte die Kriegsakademie und war im Krieg zunächst Kompanie- und Bataillonsführer, dann von 1916 bis 1918 Generalstabsoffizier im XIX. Königlich-Sächsischen Armee-Korps. Nach dem Kriege schied er als Hauptmann aus der Armee aus und seine Betätigungen lagen bei verschiedenen Wirtschafts- bzw. Arbeitgeberverbänden, bevor er 1933 Gaufachberater für Sozialpolitik bei der NSDAP-Gauleitung Sachsen wurde. Nach einjähriger Tätigkeit übernahm er für die Dauer von drei Monaten die Abteilungsleitung für Rechtsstellen-Beratung bei der Deutschen Arbeitsfront. Von Januar 1934 ab war Hahn als Treuhänder der Arbeit für das Wirtschaftsgebiet Westfalen in Essen tätig, bevor er am 1. September 1943 kommissarischer Präsident des Gauarbeitsamtes Westfalen-Nord und Anfang 1945 definitiv Leiter der Behörde wurde.

## Politische Betätigung
Hahn trat 1919 in die Deutsche Volkspartei ein und war später Mitglied der Deutschnationalen Volkspartei. Seine Mitgliedschaft im Stahlhelm bestand von 1930 bis Ende April 1933. Zum 1. Mai 1933 trat er der NSDAP bei (Mitgliedsnummer 2.456.386). Am 20. April 1939 folgte die Aufnahme in die SS. Hier war er zuletzt SS-Obersturmbannführer.